# Ahoa
Ahoa – miejscowość w Wallis i Futunie (zbiorowość zamorska Francji), w okręgu Hahake. Według spisu powszechnego z 2018 roku, liczy 436 mieszkańców.